# Escocia durante el Imperio romano

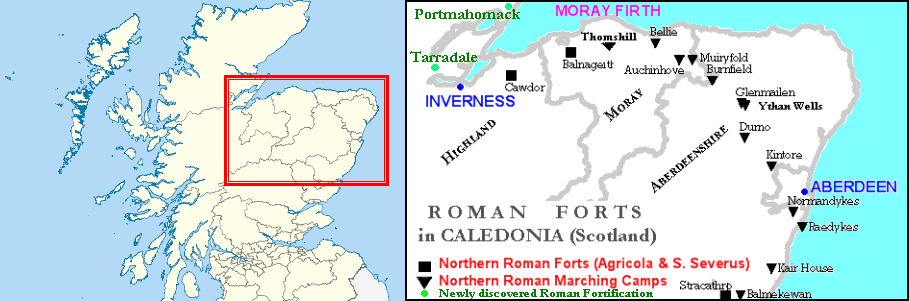
Fortificaciones romanas en el norte de Escocia, entonces llamada Caledonia. En verde las últimas dos descubiertas en Tarradale y Portmahomack

Escocia durante el Imperio romano se refiere al periodo protohistórico durante el cual el Imperio romano interactuó con la zona correspondiente a Escocia, que era conocida por ellos como Caledonia. Esta fue ocupada completamente por Agricola en el año 84, pero al año siguiente fue abandonada, quedando en poder de los romanos solamente la mitad meridional del territorio. Con la muerte de Septimio Severo los romanos se retiraron al sur del Muro de Adriano, terminando la presencia romana después de casi un siglo.

## Historia
Un relato del yerno de Agrícola, Tácito, menciona una victoria romana en el monte Graupius, que se convirtió en el homónimo de los Grampianos pero que ha sido cuestionada por la erudición moderna. Los romanos parecen haber repetido una circunnavegación anterior de la isla por parte de los griegos y recibieron la sumisión de las tribus locales, estableciendo primero su frontera a lo largo de Gask Ridge antes de retirarse a una línea al sur del estuario de Solway. Esta línea fue fortificada mediante el Muro de Adriano. Varios comandantes romanos intentaron conquistar completamente las tierras al norte de esta línea, incluyendo una breve expansión que fue fortificada a través del Muro de Antonino. Sin embargo, a pesar de las afirmaciones hechas en un manuscrito falsificado del siglo XVIII, se cree que los romanos en ningún momento controlaron ni siquiera las dos terceras partes de Escocia y que las legiones romanas dejaron de intervenir en la zona a partir de aproximadamente el año 211, aunque hay evidencias de castrum romanos cerca de Inverness en el área del Moray Firth, como Cawdor y Mine Howe.
La historia del periodo es compleja y no está bien documentada. La provincia de Valentia, por ejemplo, pudo haber abarcado las tierras entre las dos murallas romanas, o el territorio alrededor y al sur del Muro de Adriano, o la Gales romana. Los romanos mantuvieron la mayor parte de su territorio caledonio poco más de 40 años; probablemente solo mantuvieron las tierras escocesas durante unos 80 años, si es que las mantuvieron. Algunos historiadores escoceses como Alistair Moffat sostienen que la influencia romana fue intrascendente.
Escoceses y Escocia propiamente dicha no surgirían como ideas unificadas hasta siglos más tarde. De hecho, el Imperio romano influyó en todas las partes de Escocia durante el periodo: en el momento del fin del dominio romano en Britaña, alrededor del 410, las diversas tribus de la Edad de Hierro nativas de la zona se habían unido, o habían caído bajo el control de los pictos, mientras que la mitad sur del país fue ocupada por tribus de britanos romanizados. Los scoti (invasores gaélicos irlandeses) que darían a Escocia su nombre inglés, habían empezado a asentarse a lo largo de la costa oeste. Los tres grupos pueden haber estado involucrados en la Gran Conspiración que dominó la Britania romana en el año 367. El periodo vio el surgimiento de los primeros relatos históricos de los nativos. Sin embargo, los legados más duraderos de Roma fueron el cristianismo y la alfabetización, que llegaron indirectamente a través de los misioneros irlandeses.  

## Los albores de la historia de Escocia

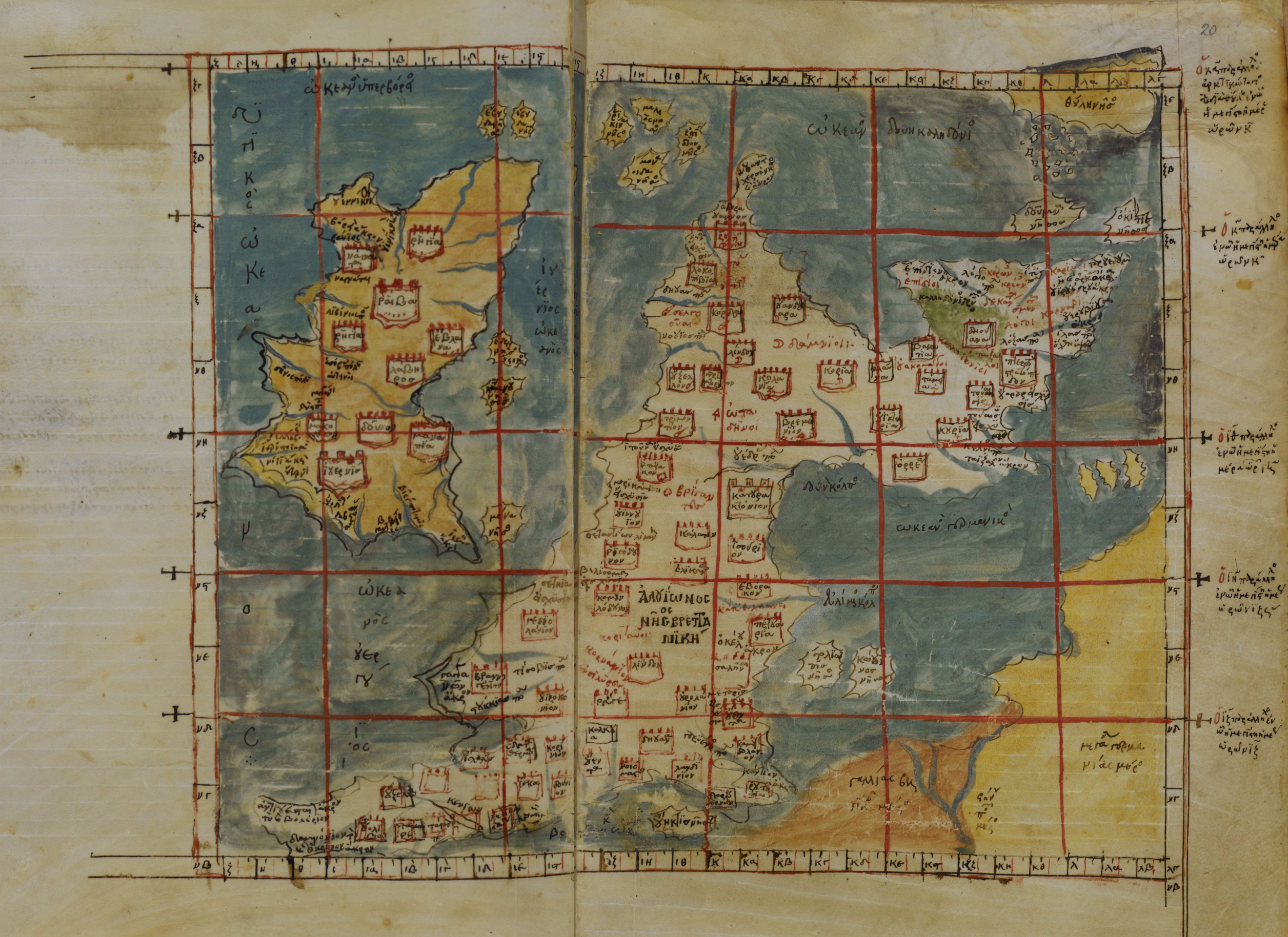
Antiguo mapa de la descripción de Ptolomeo de las islas británicas (c. 1300), mostrando Escocia a la derecha

Escocia había estado habitada durante miles de años antes de la llegada de los romanos. Sin embargo, es solo durante el periodo greco-romano cuando Escocia aparece en los registros escritos.
La obra Del universo de Aristóteles o Pseudo Aristóteles menciona dos islas muy grandes llamadas Albión (Gran Bretaña) e Ierne (Irlanda). El explorador y geógrafo griego Piteas visitó Gran Bretaña en algún momento entre 322 y 285 a. C. y pudo haber circunnavegado el continente, que describe como de forma triangular. En su obra Del océano, se refiere al punto más septentrional como Orcas (Orcadas).
El primer registro escrito de una conexión formal entre Roma y Escocia es la asistencia del Rey de las Orcadas, que fue uno de los once reyes británicos que se sometieron al emperador Claudio en Colchester en el año 43 después de la invasión del sur de Gran Bretaña tres meses antes. Las largas distancias y el corto periodo de tiempo involucrado sugieren fuertemente una conexión previa entre Roma y las Orcadas, aunque no se ha encontrado evidencia de esto y el contraste con la posterior resistencia de Caledonia es sorprendente.
Los originales de Del océano no sobreviven, pero se sabe que existieron copias en el siglo I, así que al menos un conocimiento rudimentario de la geografía del norte de Gran Bretaña habría estado disponible para la inteligencia militar romana. Pomponio Mela, el geógrafo romano, registró en su De Chorographia, escrito alrededor del año 43, que había 30 islas Orcadas y siete Haemodae (posiblemente Shetland). Hay evidencia de una conexión orcadiana con Roma antes del año 60, a partir de la cerámica encontrada en el Broch de Gurness.
En la época de Plinio el Viejo, el conocimiento romano de la geografía de Escocia se había extendido a las Hebudes (las Hébridas), Dumna (probablemente las Hébridas Exteriores), el bosque de Caledonia y los caledonios.
Ptolomeo, posiblemente basándose en fuentes de información anteriores así como en relatos más contemporáneos de la invasión de Agrícola, identificó dieciocho tribus en Escocia en su Geografía, pero muchos de los nombres son poco claros. Su información se vuelve mucho menos fiable en el norte y el oeste, lo que sugiere que el conocimiento romano temprano de estas zonas se limitaba a las observaciones desde el mar. Sus coordenadas colocan la mayor parte de Escocia al norte del Muro de Adriano, doblada en ángulo recto, extendiéndose hacia el este desde el resto de Gran Bretaña.

## Cultura de la Edad del Hierro en Escocia

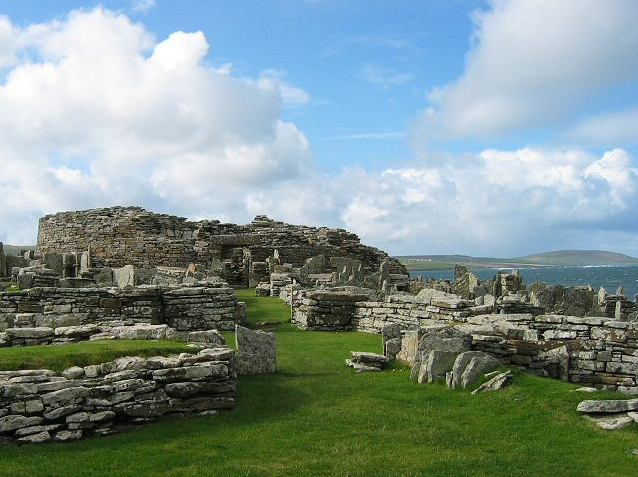
Broch de Gurness en Orcadas

Las tribus citadas por Ptolomeo situadas al norte del istmo del Forth-Clyde incluyen a los cornovii en Caithness, los caereni, smertae, carnonacae, decantae, lugi y creones también al norte del Great Glen, los taexali en el noreste, los epidii en Argyll, los venicones en Fife, los caledonios en las Tierras Altas centrales y los vacomagi centrados cerca de Strathmore. Es probable que todas estas culturas hablaran una forma de lenguaje celta conocida como pritennic. Los ocupantes del sur de Escocia eran los damnonii en el valle de Clyde, los novantae en Galloway, los selgovae en la costa sur y los votadini al este. Estos pueblos pudieron haber hablado una forma de lenguaje britón.

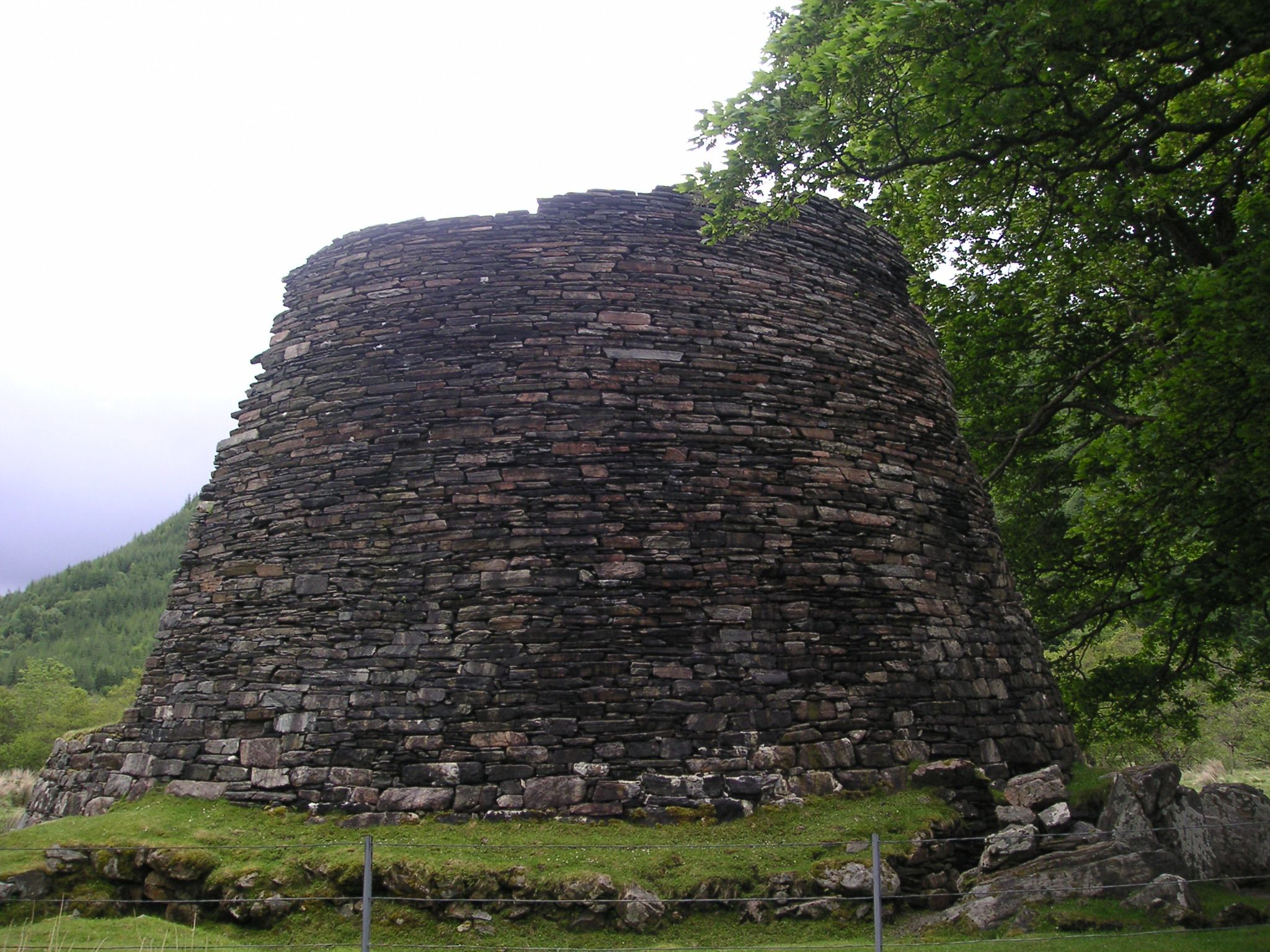
Broch Dun Telve en Glenelg

A pesar del descubrimiento de cientos de sitios de la Edad del Hierro en Escocia, todavía queda mucho por explicar acerca de la naturaleza de la vida celta en los comienzos de la era cristiana. La datación por radiocarbono para este periodo es problemática y las secuencias cronológicas no se entienden bien. Por diversas razones, gran parte de la labor arqueológica realizada hasta la fecha en Escocia se ha concentrado en las islas del oeste y del norte, y tanto las excavaciones como el análisis de las estructuras sociales en el continente tienen un alcance más limitado.
Los pueblos de Escocia de la temprana Edad del Hierro, particularmente en el norte y el oeste, vivían en edificios de piedra llamados casas circulares atlánticas. Los restos de cientos de estas casas existen en todo el país, algunas simplemente convertidas en pilas de escombros, otras con impresionantes torres y dependencias. Datan entre alrededor del 800 a. C. y el 300 d. C. y las estructuras más imponentes fueron creadas alrededor del s. II a. C. Las construcciones más numerosas de esta época son las torres circulares —broch—. De promedio, las ruinas solo sobreviven hasta unos pocos metros sobre el nivel del suelo, aunque hay cinco ejemplos existentes de torres cuyos muros todavía superan los 6,5 m de altura. Hay por lo menos 100 sitios broch en Escocia. A pesar de las extensas investigaciones, su propósito y la naturaleza de las sociedades que las crearon son todavía objeto de debate.
En algunas partes de la Escocia de la Edad del Hierro, a diferencia de casi toda la historia registrada hasta el día de hoy, no parece haber habido una élite jerárquica. Los estudios han demostrado que estas casas circulares de piedra deben haber contenido virtualmente toda la población de islas como Barra y North Uist. Los patrones de asentamiento de la Edad del Hierro en Escocia no son homogéneos, pero en estos lugares no hay indicios de que una clase privilegiada viviera en grandes castillos o fuertes, ni de una casta sacerdotal de élite o de campesinos sin acceso al tipo de alojamiento del que disfrutan las clases medias.
En Escocia se han descubierto más de 400 subterráneos, muchos de ellos en el sureste, y aunque son pocos los que se han datado, sugieren una fecha de construcción en los siglos II o III. El propósito de estas pequeñas estructuras subterráneas tampoco está claro. Suelen encontrarse cerca de los asentamientos (cuyos marcos de madera están mucho menos conservados) y pueden haber servido para almacenar productos agrícolas perecederos.

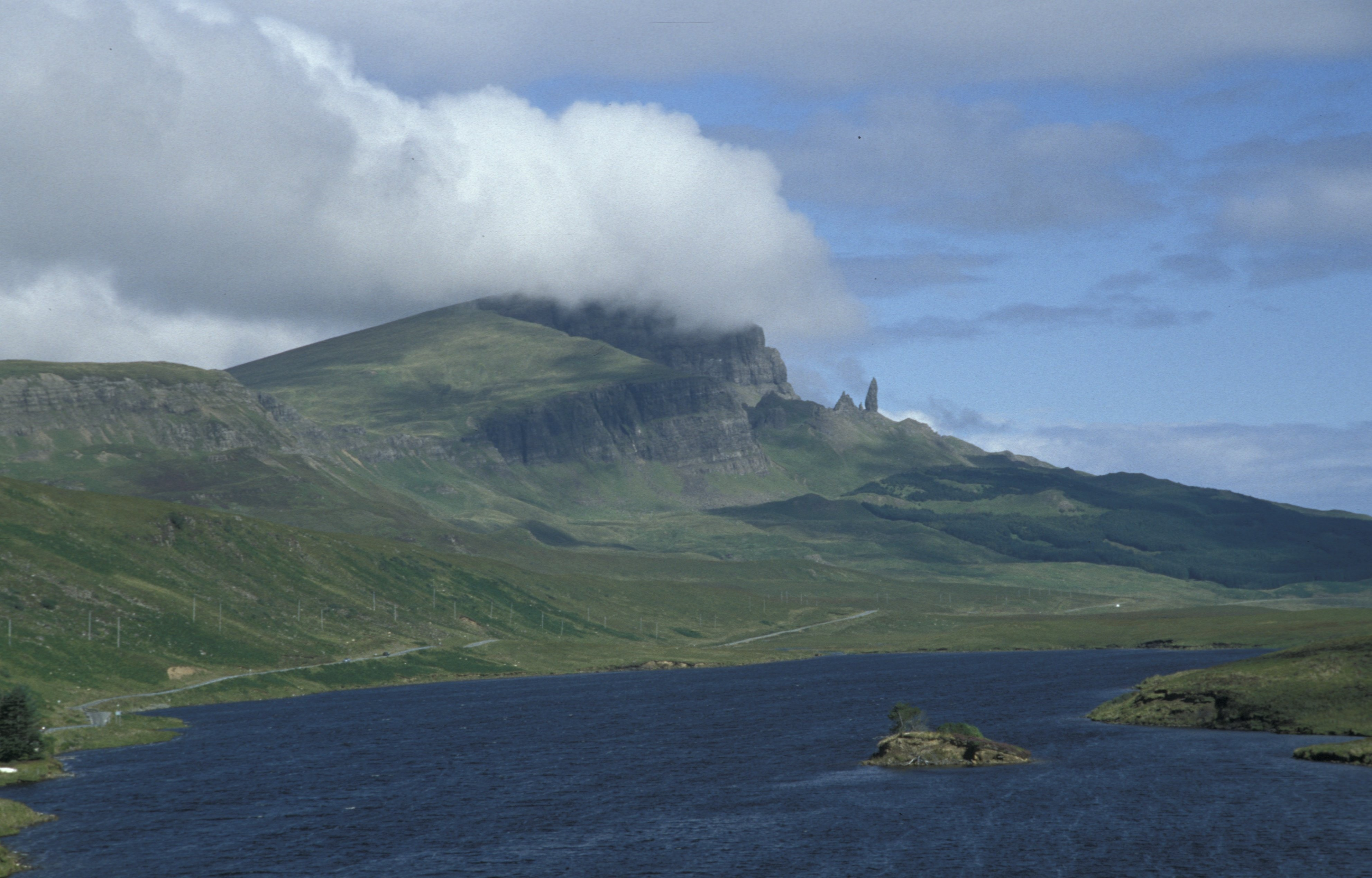
«Un viaje sombrío entre islas deshabitadas»

Escocia también tiene numerosos fuertes vitrificados, pero de nuevo una cronología precisa ha demostrado ser evasiva. Amplios estudios de un fuerte en Finavon Hill cerca de Forfar en Angus, utilizando una variedad de técnicas, sugieren fechas para la destrucción del sitio ya sea en los dos últimos siglos a. C. o a mediados del primer milenio. La falta de artefactos romanos (comunes en los sitios locales de terrenos baldíos) sugiere que muchos sitios fueron abandonados antes de la llegada de las legiones.
A diferencia del Neolítico y la Edad del Bronce anteriores, que han proporcionado numerosos monumentos dedicados a los muertos, los lugares de enterramiento de la Edad del Hierro en Escocia son raros, aunque un hallazgo en Dunbar puede proporcionar una mayor comprensión de la cultura de este periodo. Un hallazgo similar de la tumba de un guerrero en Alloa ha sido provisionalmente datado entre los años 90 y 130 d. C. Un viajero llamado Demetrio de Tarso narró a Plutarco el relato de una expedición a la costa occidental en el año 83 o poco antes. Declaró que era «un viaje sombrío entre islas deshabitadas» pero que había visitado una que era el retiro de hombres santos. No mencionó a los druidas ni el nombre de la isla.

## La invasión de Caledonia

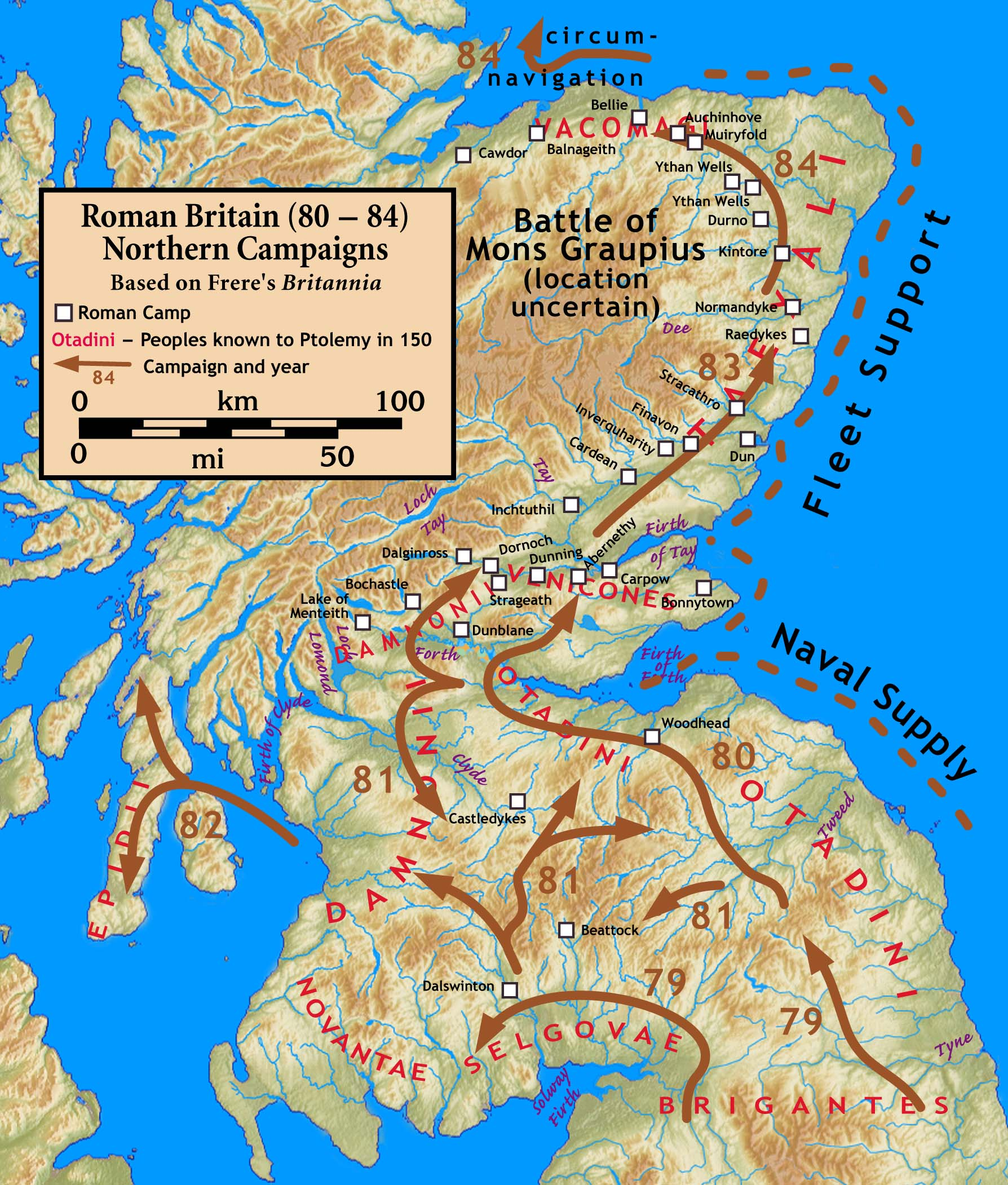
Campañas de Agrícola en Escocia

Los aparentemente cordiales comienzos registrados en Colchester no perduraron. No sabemos nada de la política exterior de los líderes de Escocia continental en el siglo I, pero en el año 71 el gobernador romano Quinto Petilio Cerial había iniciado una invasión.
Los votadini, que ocupaban el sureste de Escocia, fueron sometidos a la influencia romana en una etapa temprana y Cerial envió una división al norte a través de su territorio hasta las costas del fiordo de Forth. La legión XX tomó una ruta occidental a través de Annandale en un intento de rodear y aislar a los selgovae que ocupaban las tierras altas del sur. El éxito inicial tentó a Cerial de ir más al norte y comenzó a construir una línea de fuertes al norte y al oeste de Gask Ridge que marcaba una frontera entre los venicones al sur y los caledonios al norte.
En el verano del 78 Cneo Julio Agrícola llegó a Britania para asumir su nombramiento como nuevo gobernador. Dos años más tarde sus legiones construyeron un importante fuerte en Trimontium, cerca de Melrose. Las excavaciones llevadas a cabo en el siglo XX arrojaron importantes hallazgos, incluyendo los cimientos de varias estructuras, monedas romanas y cerámica. También se encontraron restos de equipo del ejército romano, incluyendo una colección de armaduras romanas, con cascos de caballería ornamentados, y accesorios para caballos, con placas de bronce para las sillas de montar y chambrones de cuero tachonados. Se dice que Agrícola condujo a sus ejércitos al estuario del río Taus –se supone que es el río Tay– y estableció allí fuertes, incluyendo un campamento legionario en Inchtuthil.

## Monte Graupius

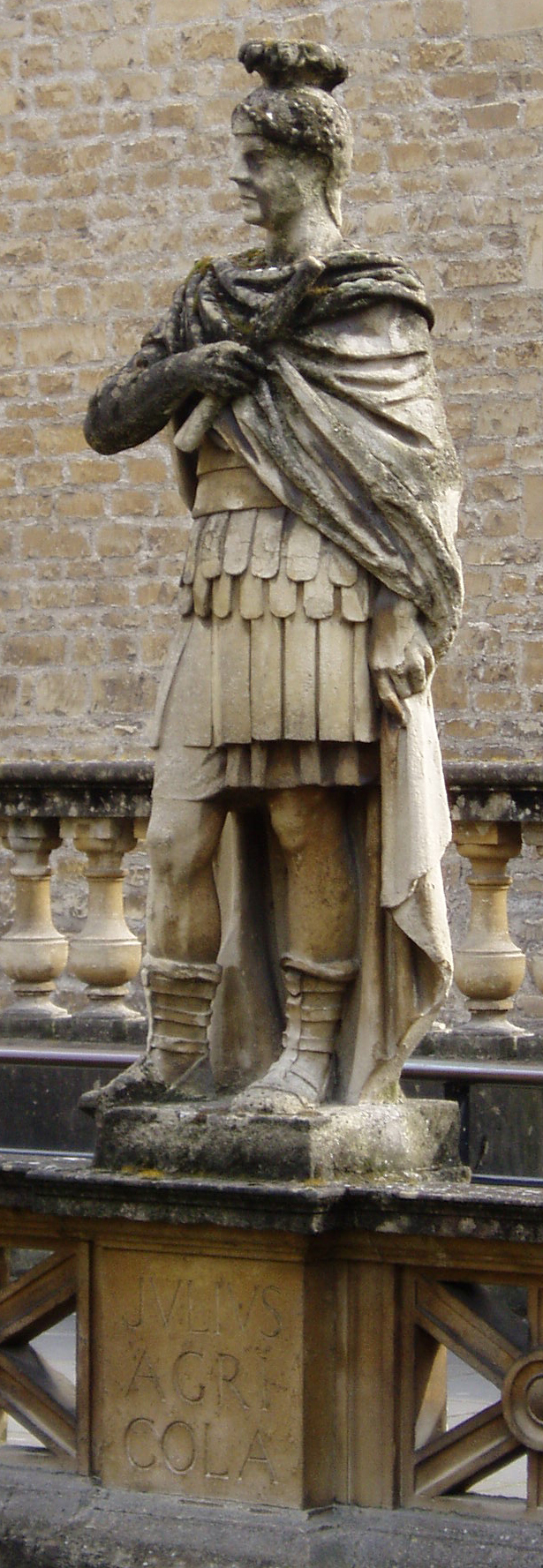
Estatua de Cneo Julio Agrícola

En el verano del año 84 los romanos se enfrentaron a los ejércitos de los caledonios en la batalla del monte Graupius. Agrícola, cuyas fuerzas incluían una flota, llegó al lugar con infantería ligera reforzada con auxiliares britanos. Se estima que un total de 20 000 romanos se enfrentaron a 30 000 guerreros caledonios.
Agrícola puso a sus auxiliares en la primera línea, manteniendo las legiones en reserva, y se basó en la lucha cuerpo a cuerpo para hacer inútiles las espadas sin punta de los caledonios. A pesar de que estos fueron derrotados, dos tercios de su ejército logró escapar y esconderse en las Tierras Altas de Escocia. Tácito estimó que las víctimas de la batalla fueron unas 10 000 en el lado caledonio y unas 360 en el lado romano. Varios autores han calculado que la batalla ocurrió en el Mounth Grampiano a la vista del mar del Norte. En particular, Roy, Surenne, Watt, Hogan y otros han avanzado que el lugar de la batalla pudo haber sido Kempstone Hill, Megray Hill u otras colinas cerca del campamento romano de Raedykes. Estos puntos elevados están cerca del Elsick Mounth, un antiguo camino utilizado por romanos y caledonios para maniobras militares. Otras sugerencias incluyen la colina de Bennachie en Aberdeenshire, Gask Ridge no muy lejos de Perth y Sutherland. También se ha sugerido que, en ausencia de cualquier evidencia arqueológica y las bajas estimaciones de Tácito de las víctimas romanas, la batalla fue simplemente inventada.

### Calgaco
El primer residente de Escocia que apareció en la historia con su nombre fue Calgaco, un líder de los caledonios en el monte Graupius, al que Tácito se refiere en su obra Agrícola como «el más distinguido por su nacimiento y valor entre los caudillos». Tácito incluso inventó un discurso para él antes de la batalla en el que describe a los romanos como:

Ladrones del mundo, habiendo agotado la tierra con su saqueo universal, se lanzan a las profundidades. Si el enemigo es rico, son rapaces; si es pobre, codician el dominio; ni el este ni el oeste han podido satisfacerlos. Solo entre los hombres codician con igual afán la pobreza y la riqueza. Para robar, matar, saquear, dan el mentiroso nombre de imperio; crean soledad y la llaman paz.

### Consecuencias

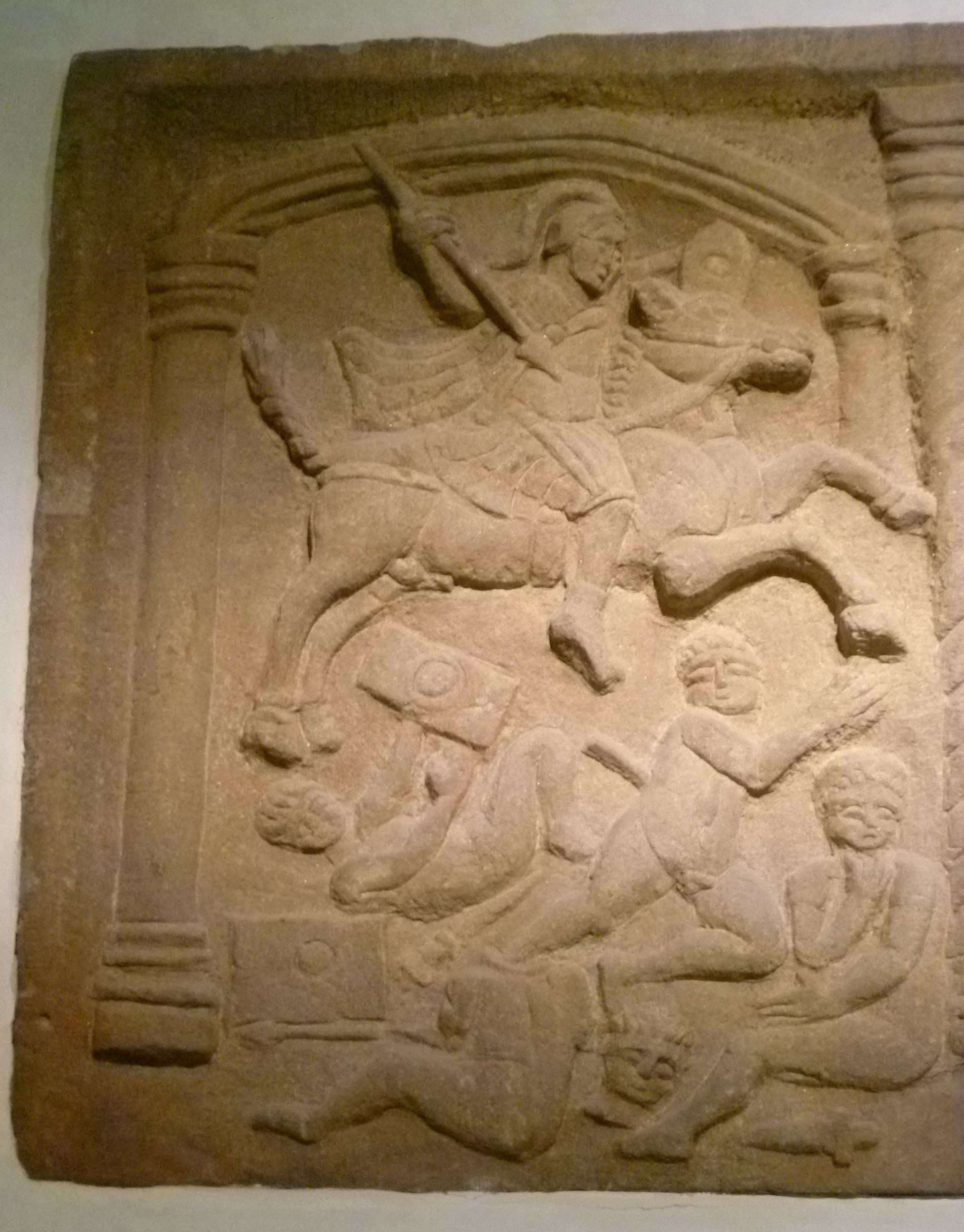
Jinete romano aplastando a los pictos conquistados; escena representada en Bridgeness Slab, una tablilla encontrada en Bo'ness fechada alrededor del 142 y conservada en el Museo de Escocia

El destino de Calgaco es desconocido pero, según Tácito, después de la batalla Agrícola ordenó al prefecto de la flota que navegara alrededor del norte de Escocia para confirmar que Gran Bretaña era una isla y recibir la rendición de los orcadianos. Se proclamó que Agrícola finalmente había sometido a todas las tribus de Gran Bretaña. Sin embargo, el historiador romano Dion Casio informa que esta circunnavegación resultó en que Tito recibiera su decimoquinta aclamación como emperador en el año 79. Esto es cinco años antes de lo que la mayoría de historiadores creen sobre cuando tuvo lugar la batalla del monte Graupius.
Es posible que se construyesen campamentos de ruta a lo largo de la costa sur del fiordo Moray, aunque se cuestiona su existencia.
Se cree que el tamaño total de la guarnición romana en Escocia durante el periodo de ocupación flavia era de unos 25 000 soldados, que necesitaban entre 16 y 19 000 toneladas de grano al año. Además, el material para construir los fuertes fue considerable, estimado en 28 315 m³ de madera durante el siglo I. Se descubrieron diez toneladas de clavos enterrados en el sitio de Inchtuthil, que pudo haber alojado una guarnición de hasta 6000 hombres y que, por sí mismo, consumió 30 kilómetros lineales de madera solo para los muros, lo que habría significado 100 hectáreas de bosque.
Poco después del anuncio de su victoria, Agrícola fue llamado a Roma por Domiciano y su puesto pasó a un sucesor desconocido, posiblemente Salustio Lúculo. Los sucesores de Agrícola fueron aparentemente incapaces o no estuvieron dispuestos a someter el lejano norte. Esta incapacidad para seguir dominando el extremo norte puede deberse en parte a los limitados recursos militares de que disponía el gobernador romano tras la retirada de la Legio II Adiutrix de Britania para combatir en la guerra de Domiciano en Dacia. A pesar de sus aparentes éxitos, el propio Agrícola cayó en desgracia y es posible que Domiciano fuera informado del fraude de sus afirmaciones de haber obtenido una victoria significativa. La fortaleza de Inchtuthil fue desmantelada antes de su terminación y las demás fortificaciones de Gask Ridge, erigidas para consolidar la presencia romana en Escocia después del monte Graupius, fueron abandonadas en pocos años. Es posible que los costos de una guerra prolongada superaran cualquier beneficio económico o político y que se considerara más rentable dejar a los caledonios solos. Hacia 87 la ocupación se limitó a las Tierras Altas del Sur y a finales del siglo I el límite norte de la expansión romana retrocedió hasta la línea trazada entre el estuario del Tyne y el de Solway.
Presumiblemente como consecuencia del avance romano, varios castros como Dun Mor en Perthshire, que habían sido abandonados por los nativos hacía mucho tiempo, fueron reocupados y algunos nuevos pueden incluso haber sido construidos en el noreste, como el Hill O'Christ's Kirk en Aberdeenshire.

## Asentamientos y brochs meridionales
La Geografía de Ptolomeo identifica 19 poblaciones a partir de la información recogida durante las campañas de Agrícola. Sin embargo, no se ha encontrado ninguna evidencia arqueológica de algún lugar verdaderamente urbano de esta época y los nombres pueden haber indicado castros o mercados y lugares de reunión temporales. La mayoría de los nombres no son claros: Devana puede ser la moderna Banchory; Alauna, en el oeste, es probablemente el castillo de Dumbarton y el lugar del mismo nombre en las Tierras Bajas del este puede ser el sitio del castillo de Edimburgo. Lindon puede ser Balloch, junto al lago Lomond.

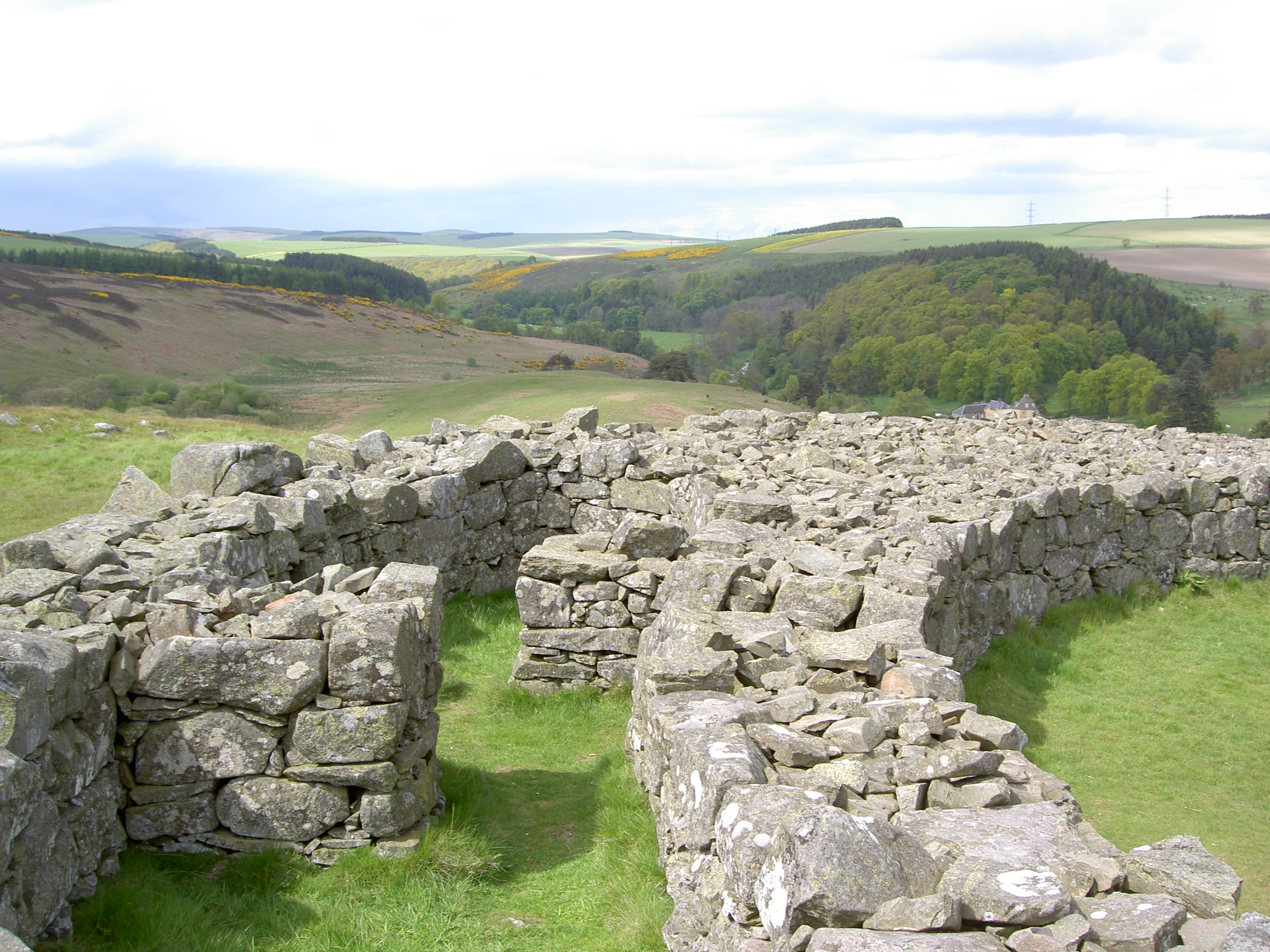
Broch de Edin's Hall, con sus cámaras interiores

Hay restos de varios brochs en el sur de Escocia que parecen datar del periodo inmediatamente anterior o posterior a la invasión de Agrícola. Son unos quince y se encuentran en cuatro lugares: el valle del Forth, cerca del estuario del Tay, el extremo suroeste y los Borders orientales. Su ubicación, tan alejada de los principales centros de construcción de brochs, es algo misterioso. La destrucción de los brochs de Leckie puede haber sido obra de los invasores romanos, pero al igual que en el cercano sitio de Fairy Knowe en Buchlyvie, se ha recuperado una cantidad sustancial de artefactos tanto romanos como nativos. Ambas estructuras fueron construidas a finales del siglo I y eran evidentemente edificios de alto nivel. Los habitantes criaban ovejas, vacas y cerdos, y se beneficiaban de una gama de caza silvestre que incluía ciervos y jabalíes.
El broch de Edin's Hall en Berwickshire es el broch meridional mejor conservado y aunque las ruinas son similares a algunos de los asentamientos más grandes de Orcadas, es poco probable que la torre haya tenido más de un piso de altura. En este sitio hay ausencia de artefactos romanos. Se han propuesto varias teorías sobre la existencia de estas estructuras, entre ellas su construcción por parte de los invasores del norte tras la retirada de las tropas romanas después del avance de Agrícola, o por parte de aliados de Roma animados a emular el impresionante estilo norteño con el fin de suprimir la resistencia nativa, quizás incluso los jefes orcadianos cuya relación positiva con Roma puede haber continuado desde los comienzos de las relaciones romano-britónicas. También es posible que su construcción tuviera poco que ver con la política de frontera romana y que fuera simplemente la importación de un nuevo estilo por parte de las élites del sur o puede que fuera una respuesta de dichas élites a la creciente amenaza de Roma antes de la invasión y un intento de aliarse, real o simbólicamente, con el norte que estaba en gran medida libre de la hegemonía romana.

## Muro de Adriano

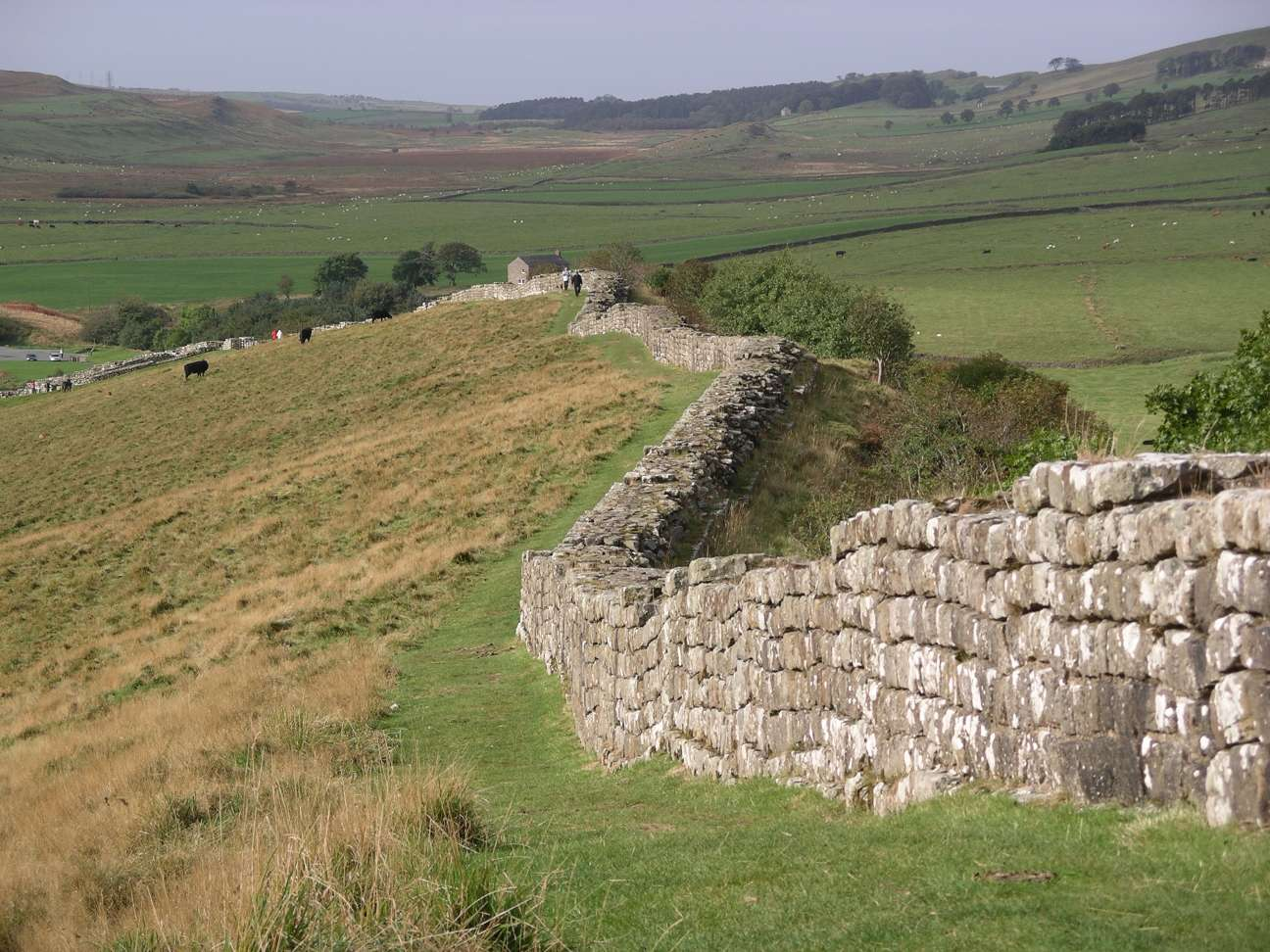
Un sector del Muro de Adriano cerca de Greenhead

La construcción del Muro de Adriano, de 118 kilómetros de longitud, a principios del decenio de 120 por orden del emperador Adriano, consolidó la línea defensiva romana (llamada limes) en la línea Tyne-Solway, donde permaneció hasta el año 139.
Fue una fortificación de piedra y tepe construida a lo ancho de lo que es el norte de Inglaterra y tenía aproximadamente 4 metros o más de altura. El vallum Aelii, como lo llamaron los romanos, pudo haber tardado seis años en construirse. Se levantaron pequeños puestos de guardia llamados castillos miliares a intervalos de una milla con dos puntos de observación fortificados adicionales entre ellos. El muro era lo suficientemente ancho para permitir un camino a lo largo de la parte alta.
El propósito del muro pudo haber sido, al menos en parte, para controlar el contacto entre los súbditos brigantes al sur y los selgovae al norte.

## Muro de Antonino

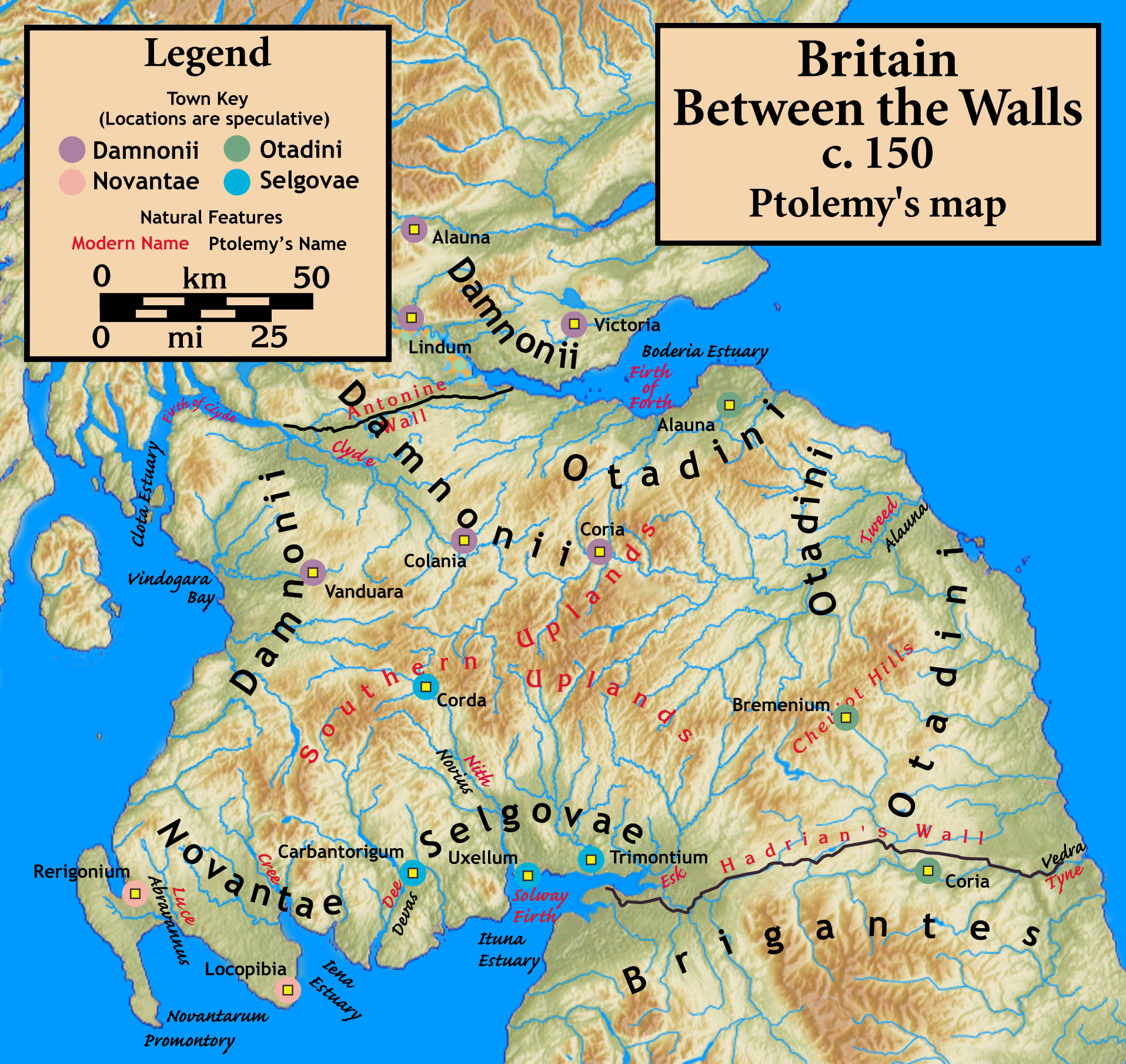
Territorio entre los dos muros romanos hacia el año 150

Quinto Lolio Úrbico fue nombrado gobernador de la Britania romana en 138 por el nuevo emperador Antonino Pío. Úrbico era hijo de un terrateniente libio y nativo de Numidia. Antes de llegar a Britania sirvió durante la rebelión judía de 132 a 135, y luego fue gobernador de Germania Inferior.
Antonino Pío pronto revirtió la política de contención de su predecesor Adriano, y Úrbico recibió la orden de comenzar la reconquista de las Tierras Bajas de Escocia desplazándose hacia el norte. Entre 139 y 140 reconstruyó un fuerte en Corbridge y para el 142 o 143 se emitieron monedas conmemorativas que celebraban una victoria en Britania. Por lo tanto, es posible que Úrbico dirigiera la reocupación del sur de Escocia hacia el año 141, probablemente utilizando la Legio II Augusta. Evidentemente, hizo campaña contra varias tribus britónicas (posiblemente incluyendo facciones de los brigantes del norte), ciertamente contra las tribus de las tierras bajas de Escocia, los votadini y selgovae de la región de los Borders, y los damnonii de Strathclyde. Su fuerza total pudo haber sido de unos 16.500 hombres.
Parece probable que Úrbico planeó su campaña de ataque desde Corbridge, avanzando hacia el norte y dejando fuertes de guarnición en High Rochester en Northumberland y posiblemente también en Trimontium mientras atacaba hacia el fiordo de Forth. Habiendo asegurado una ruta de suministro por tierra para el personal y equipo militar a lo largo de Dere Street, Úrbico muy probablemente estableció un puerto en Carriden para el suministro de grano y otros productos alimenticios antes de proceder contra los damnonii.

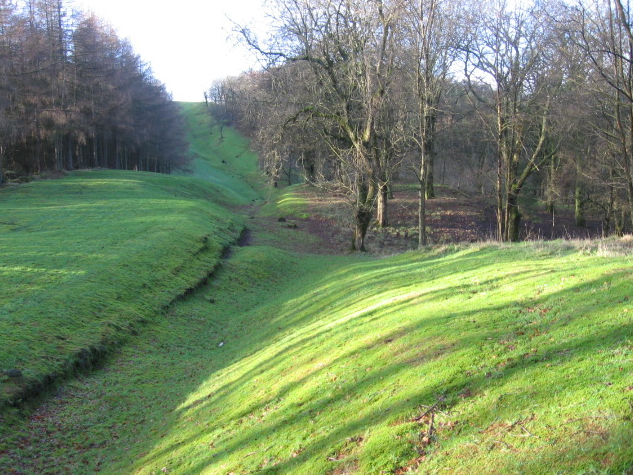
Trazado del Muro de Antonino en Bar Hill

El éxito fue rápido y comenzó la construcción de un nuevo limes entre el fiordo del Forth y el del Clyde. Se sabe que contingentes de al menos una legión britana ayudaron en la construcción de la nueva línea defensiva, como lo demuestra una inscripción del fuerte de Old Kilpatrick, en el extremo occidental del Muro de Antonino. En época contemporánea, permanecen los restos de una línea defensiva hecha de tepe de unos siete metros de altura, con diecinueve fuertes. Fue construido después del año 139 y se extendió a lo largo de 60 km.
Fue posiblemente después de que las defensas se finalizaron cuando Úrbico dirigió su atención a la cuarta tribu escocesa de las tierras bajas, los novantae, que habitaban en la península de Dumfries y Galloway. Las principales tribus de las tierras bajas, enclavadas entre el Muro de Adriano al sur y el nuevo muro al norte, formaron más tarde una confederación contra el dominio romano, conocida colectivamente como los maeatae. El Muro de Antonino tenía diferentes propósitos. Proporcionaba una línea defensiva contra los caledonios. Aisló a los maeatae de sus aliados caledonios y creó una zona de amortiguación al norte del Muro de Adriano. También facilitó los movimientos de tropas entre el este y el oeste, pero es posible que su principal propósito no fuera principalmente militar. Permitió a Roma controlar y gravar el comercio y pudo haber evitado que nuevos súbditos potencialmente desleales del dominio romano se comunicaran con sus hermanos independientes del norte y coordinaran revueltas. Úrbico logró una impresionante serie de éxitos militares, pero como los de Agrícola, fueron de corta duración. A pesar de haber tardado doce años en construirse, el muro fue invadido y abandonado poco después del año 160.
La destrucción de algunos de los brochs meridionales puede datar del avance antonino, siendo la hipótesis que si antes habían sido símbolos del mecenazgo romano o no, ahora habían dejado de ser útiles desde el punto de vista romano.

## SigloIII

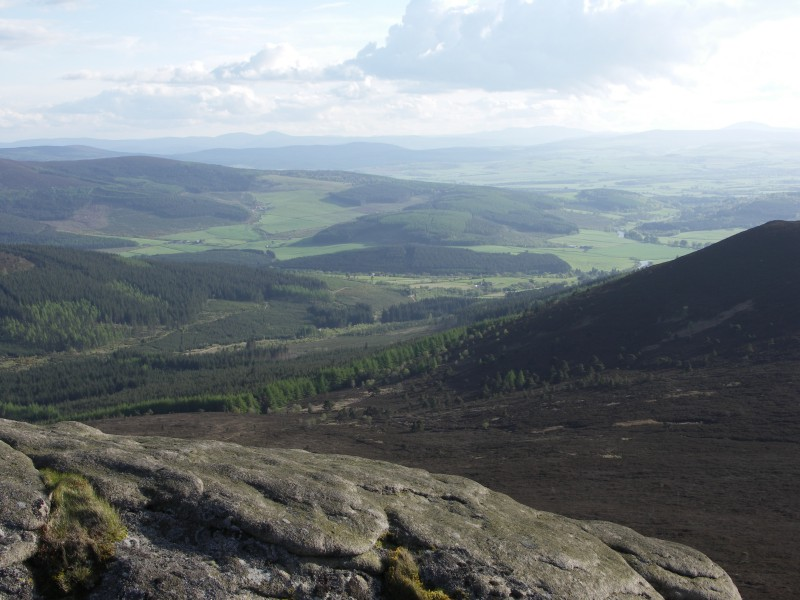
Aberdeenshire visto desde las alturas de Bennachie hacia las tierras bajas en las que se encontraban los campamentos romanos

La frontera romana retrocedió de nuevo al Muro de Adriano, aunque las incursiones romanas en Escocia continuaron. Inicialmente los fuertes de avanzada fueron ocupados en el suroeste y Trimontium permaneció en uso, pero también fueron abandonados a partir de mediados de la década de 180.
Las tropas romanas, sin embargo, penetraron en el norte de Escocia varias veces más. De hecho, hay una mayor densidad de campamentos de marcha en Escocia que en cualquier otro lugar de Europa, como resultado de al menos cuatro intentos importantes de someter la zona. El Muro de Antonino fue ocupado nuevamente por un breve periodo después del año 197. La invasión más notable se produjo en el año 209 cuando el emperador Septimio Severo, alegando ser provocado por la beligerancia de los maeatae, llevó a cabo una campaña contra la Confederación Caledonia. Severo invadió Caledonia con un ejército quizás de más de 40 000 hombres.
Según Dion Casio, infligió depredaciones genocidas a los nativos e incurrió en la pérdida de 50 000 de sus propios hombres por el desgaste de las tácticas de guerrilla, aunque es probable que estas cifras sean una exageración significativa.
En el noreste se construyó una cadena de fuertes, algunos de los cuales pueden datar de la anterior campaña de Antonino. Estos incluyen campos asociados con Elsick Mounth, como Normandykes, Ythan Wells, Deers Den y Glenmailen. Sin embargo, solo se sabe con certeza que dos fuertes en Escocia, en Cramond y Carpow, en el valle del Tay, fueron ocupados permanentemente durante esta incursión antes de que las tropas se retiraran de nuevo al Muro de Adriano hacia el año 213. Hay algunas pruebas de que estas campañas coinciden con la destrucción y el abandono generalizado de los subterráneos en el sur de Escocia. Esto puede haberse debido a la agresión militar romana o al colapso de los mercados locales de cereales a raíz de la retirada romana.

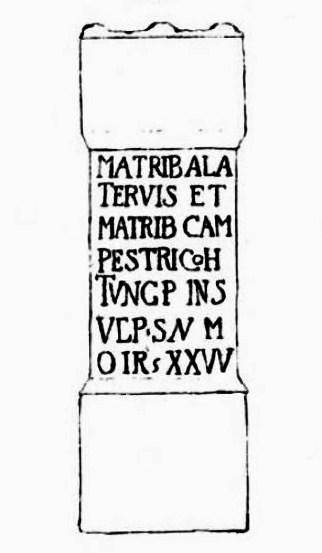
Inscripción en un altar del fuerte romano de Cramond dedicada a las madres de Alaterva y de los campos

En el año 210, la iniciativa de Severo había logrado avances significativos, pero su campaña se interrumpió cuando cayó mortalmente enfermo, muriendo en Eboracum en el año 211. Aunque su hijo Caracalla continuó la campaña al año siguiente, pronto se conformó con la paz. Los romanos no volvieron a llevar a cabo campañas en el interior de Caledonia; pronto se retiraron definitivamente al sur, al Muro de Adriano.
Fue durante las negociaciones para obtener la tregua necesaria para asegurar la retirada romana al muro cuando tuvo lugar la primera declaración registrada, atribuible con un grado razonable de confianza, a un nativo de Escocia. Cuando Julia Domna, esposa de Septimio Severo, criticó la moral sexual de las mujeres caledonias, la esposa, cuyo nombre se desconoce, del jefe caledonio Argentocoxos supuestamente respondió: «Cumplimos las exigencias de la naturaleza mucho mejor que vosotras, las mujeres romanas, porque nos asociamos abiertamente con los mejores hombres, mientras que vosotras os dejáis corromper en secreto por los más viles».
Poco se sabe de esta alianza de las tribus de la Edad del Hierro, que pudo haber aumentado por fugitivos del dominio romano más al sur. Se desconoce la ubicación exacta de Caledonia, y es poco probable que se fijasen límites. El nombre en sí es romano, como lo usaban Tácito, Ptolomeo, Plinio el Viejo y Lucano, pero se desconoce el nombre con el que los caledonios se referían a sí mismos. Es probable que antes de las invasiones romanas, el control político en la región estuviera muy descentralizado y no se han hallado evidencias de ningún liderazgo militar o político caledonio específico.
Las posteriores incursiones de los romanos se limitaron generalmente a expediciones de exploración en la zona de contención que se desarrolló entre los muros, contactos comerciales, sobornos para comprar treguas a los nativos y, finalmente, la difusión del cristianismo. La Cosmografía de Rávena utiliza un mapa romano del siglo III o IV e identifica cuatro loci (lugares de encuentro, posiblemente mercados) en el sur de Escocia. Locus Maponi es posiblemente el moderno Lochmabenstane cerca de Gretna, que continuó siendo utilizado como punto de reunión hasta bien entrado el periodo histórico. Otros dos indican lugares de reunión de los damnonii y los selgovae, y el cuarto, Manavi puede ser Clackmannan. A partir de la época de Caracalla, no se hicieron más intentos de ocupar permanentemente el territorio de Escocia.

## Pictos

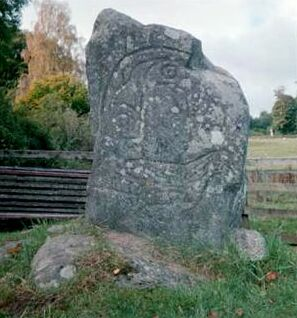
Clach an Tiompain, una piedra picta en Strathpeffer

La intermitente presencia romana en Escocia coincidió con la aparición de los pictos, una confederación de tribus que vivieron al norte de la línea entre el Forth y el Clyde desde la época romana hasta el siglo X. A menudo se supone que fueron los descendientes de los caledonios aunque la evidencia de esta conexión es circunstancial y el nombre con el que los pictos se llamaban a sí mismos es desconocido. A menudo se dice que se tatuaban a sí mismos, pero las pruebas de esto son limitadas. En sus piedras monumentales se encuentran representaciones naturalistas de nobles pictos, cazadores y guerreros, hombres y mujeres, sin tatuajes obvios. Los gaélicos de Dalriada llamaron a los pictos Cruthin, y los poetas irlandeses retrataron a sus homólogos pictos como muy parecidos a ellos mismos.

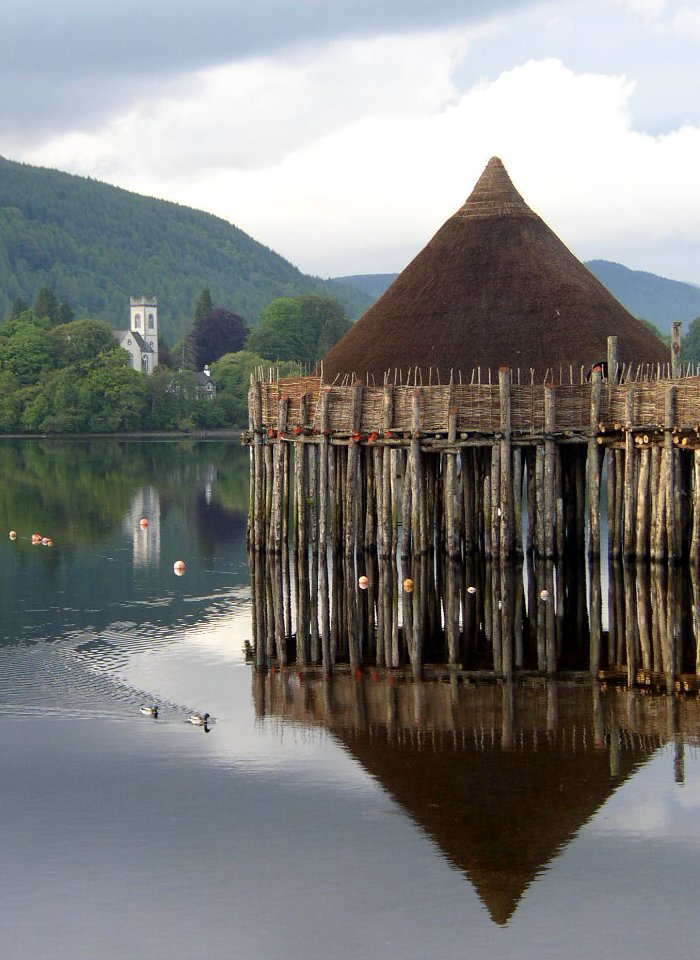
Crannog reconstruido en Loch Tay

La relación de los pictos con Roma parece haber sido menos hostil que la de sus predecesores caledonios, al menos al principio. No hubo batallas campales y el conflicto se limitó en general a incursiones de ambos lados de la frontera hasta inmediatamente antes y después de la retirada romana de Britania. Su aparente éxito en la contención de las fuerzas romanas no puede explicarse únicamente por la lejanía de Caledonia o las dificultades del terreno. En parte puede haberse debido a las dificultades que se encontraron para subyugar a una población que no se ajustaba a las restricciones del gobierno local con el que el poder romano solía contar para operar.
La tecnología de su vida cotidiana no está bien registrada, pero la evidencia arqueológica muestra que fue similar a la de Irlanda y la Inglaterra anglosajona. Se han encontrado pruebas de molinos de agua en Pictland y se utilizaron hornos para secar granos de trigo o cebada, lo cual no es fácil en el clima cambiante y templado. Aunque se construyeron en tiempos anteriores, los brochs, las casas circulares y los crannogs se siguieron utilizando en el periodo picto y posteriormente.
En otras partes de Escocia se construyeron wheelhouses, probablemente con fines rituales, en el oeste y el norte. Su ubicación geográfica es muy restringida, lo que sugiere que pueden haber estado contenidas dentro de una frontera política o cultural de algún tipo y la coincidencia de su llegada y salida asociada con el periodo de influencia romana en Escocia es un tema de debate permanente. No se sabe si la cultura que los construyó era picta como tal, aunque sin duda los pictos los habrían conocido.
Mientras el poder de Roma disminuía, los pictos se envalentonaron. Sus tropas asaltaron el sur del Muro de Adriano en 342, 360 y 365 y participaron con los attacotti en la Gran Conspiración de 367. Roma contraatacó, llevando a cabo una campaña bajo el comes Teodosio en 369 que reestableció una provincia, renombrada Valentia en honor al emperador. Su ubicación no está clara, pero a veces se sitúa en o más allá del Muro de Adriano. Se lanzó otra campaña en 384, pero ambas fueron éxitos de corta duración. Roma se retiró completamente de Britania en 410, para no volver nunca más.

## Estudios contemporáneos
En 1984 se identificó la posible ubicación de un fuerte romano mediante fotografía aérea en Easter Galcantray, al suroeste de Cawdor. El sitio fue excavado entre 1984 y 1988 y se identificaron varios restos que apoyan esta clasificación. De confirmarse, sería uno de los fuertes romanos más septentrionales conocidos en las islas británicas.

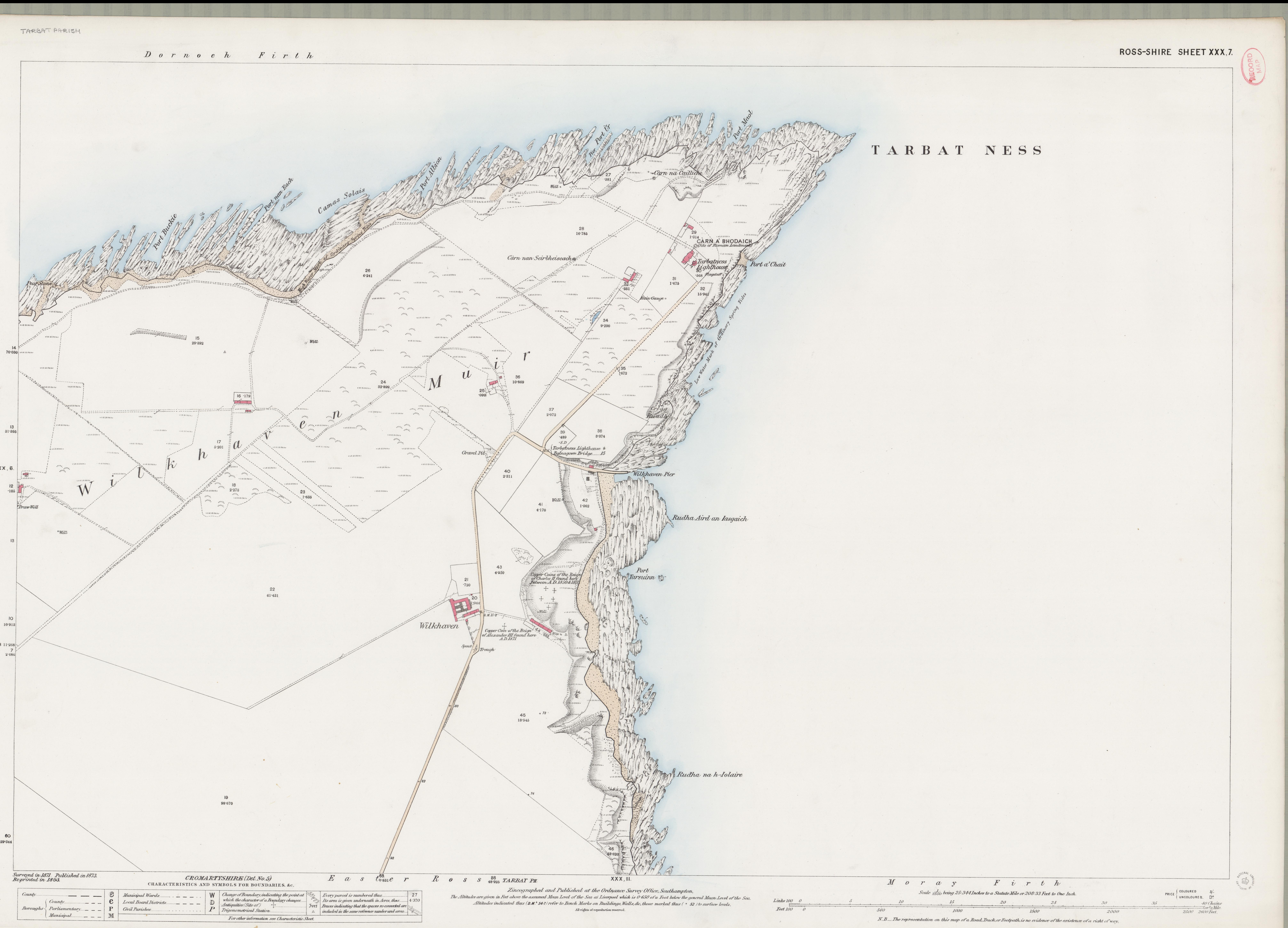
El campamento romano (señalado en el antiguo mapa como "roman landmark") de Portmahomack es el más al norte descubierto en Caledonia

Existe la posibilidad de que las legiones llegaran más al norte de Escocia gracias a los descubrimientos en Easter Ross. En 1949 se propusieron una serie de campamentos temporales en Portmahomack, aunque no está confirmado.
En el verano de 1949, O. G. S. Crawford los identificó provisionalmente como un campamento romano. El campamento romano había sido desfigurado en 1872 durante la recuperación de tierras, pero en opinión de Crawford, puede que todavía haya algunos rastros del campamento romano visibles o por descubrir. Se ha sugerido que el supuesto campamento fue visitado por el emperador Septimio Severo, basándose en las observaciones del historiador romano Dion Casio: "Severo no desistió hasta que llegó al extremo de la isla". En 1991 una investigación llevada a cabo en Muir of Tarradale, en la isla Negra, cerca del fiordo de Beauly, concluyó que «el sitio parece ajustarse a la morfología de un campamento o fuerte romano».
Algunos historiadores como G. Mcdonalds -tras el hallazgo de un tesoro de monedas romanas en 1767 cerca de la antigua abadía benedictina de Fort Augustus- escribieron sobre la posibilidad de que Fort Augustus fue edificado sobre una pequeña fortificación romana construida durante el imperio de Diocleciano.

## Legado

### Histórico

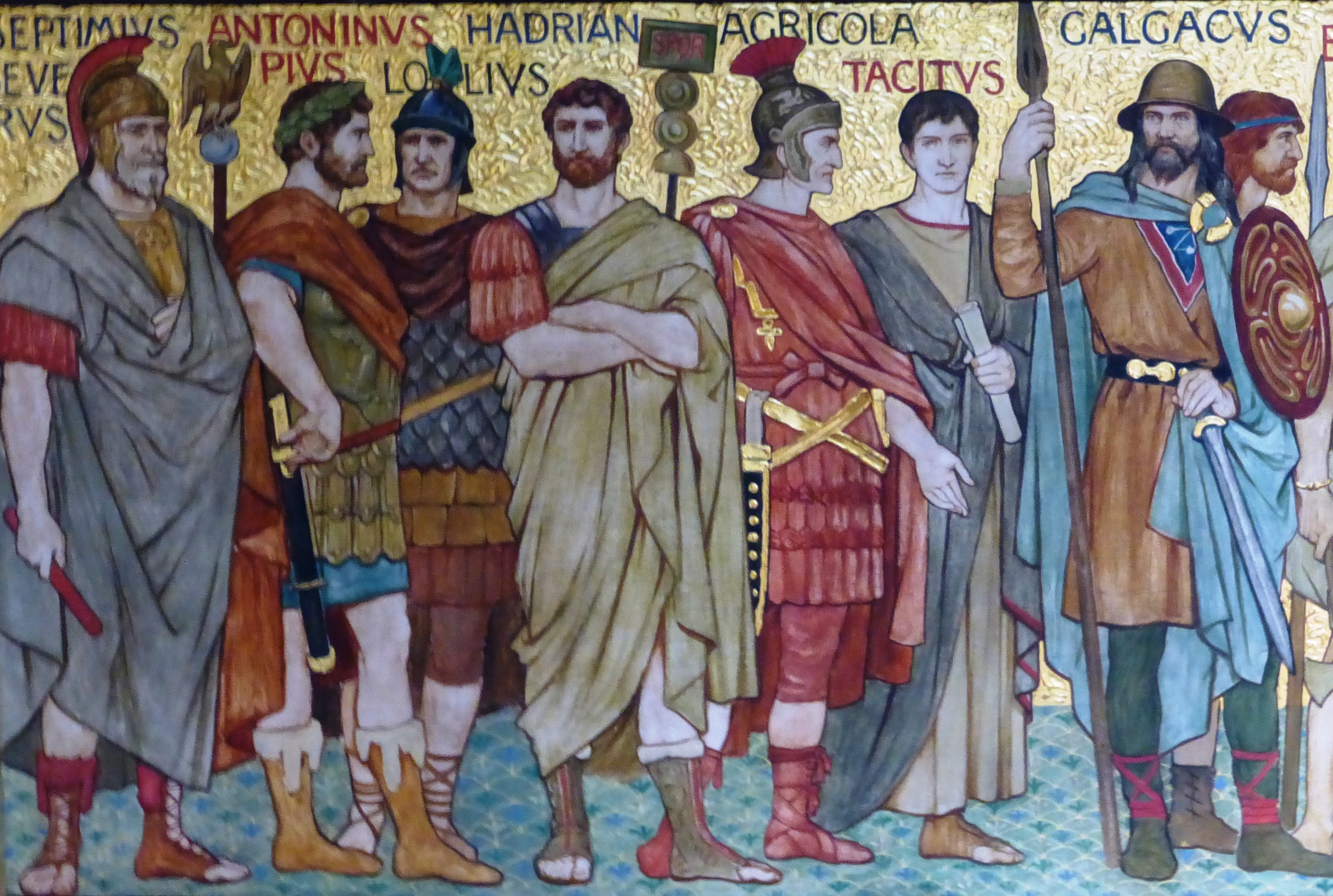
Figuras notables del periodo romano en la historia de Escocia representadas por el artista victoriano William Hole

La presencia militar de Roma duró poco más de 40 años en la mayor parte de Escocia y solo hasta un máximo de 80 años en cualquier lugar. Generalmente se considera que en ningún momento la mitad de la masa terrestre de Escocia estuvo bajo control romano.
Escocia ha heredado dos características principales del periodo romano, aunque en su mayor parte de forma indirecta: el uso de la escritura latina para sus lenguas y la implantación del cristianismo como religión predominante. A través del cristianismo, la lengua latina sería utilizada por los nativos de Escocia para los propósitos de la iglesia y el gobierno durante siglos.
La influencia romana ayudó a la expansión del cristianismo en toda Europa, pero hay pocas evidencias de un vínculo directo entre el Imperio romano y las misiones cristianas al norte del Muro de Adriano. Tradicionalmente, Niniano es acreditado como el primer obispo activo en Escocia. Beda lo menciona brevemente y afirma que alrededor del año 397 estableció su base en Whithorn en el suroeste de Escocia, construyendo allí una iglesia de piedra, conocida como Candida Casa. Más recientemente se ha sugerido que Niniano fue el misionero del siglo VI Finnian de Moville, pero de cualquier manera la influencia romana en el cristianismo temprano en Escocia no parece haber sido significativa.
Aunque poco más que una serie de interludios relativamente breves de ocupación militar, la Roma imperial fue despiadada y brutal en la búsqueda de sus fines. El genocidio era parte de su política exterior y está claro que las invasiones y ocupaciones costaron miles de vidas. Alistair Moffat escribe:

La realidad es que los romanos llegaron a lo que hoy es Escocia, vieron, quemaron, mataron, robaron y ocasionalmente conquistaron, y luego dejaron un tremendo desorden detrás de ellos, despejando los asentamientos nativos y cubriendo buenas tierras de cultivo con los restos de zanjas, bancos, caminos y otros tipos de escombros militares. Como la mayoría de los imperialistas llegaron para hacer dinero, para obtener ventajas políticas y para explotar los recursos de sus colonias a prácticamente cualquier precio para los conquistados. Y notablemente, en Gran Bretaña, en Escocia, seguimos admirándolos por ello.

Tanto más sorprendente cuanto que las tablillas de Vindolanda muestran que el apodo romano para los habitantes del norte de Inglaterra era Brittunculi, que significa pequeños britones desagradables.
Del mismo modo, William Hanson concluye que:

Durante muchos años ha sido casi axiomático en los estudios de este periodo que la conquista romana debió haber tenido algún impacto importante a mediano o largo plazo en Escocia. En la evidencia actual que no puede ser corroborada ni en términos de medio ambiente, economía o, de hecho, sociedad. El impacto parece haber sido muy limitado. El panorama general sigue siendo de una amplia continuidad, no de una perturbación... La presencia romana en Escocia fue poco más que una serie de breves interludios dentro de un continuo más largo de desarrollo autóctono.

La responsabilidad de los romanos en los claros del otrora extenso bosque de Caledonia sigue siendo un tema de debate. Que estos bosques fueron una vez considerablemente más extensos de lo que son ahora no está en discusión, pero el momento y las causas de su reducción sí lo están. El escritor del siglo XVI Hector Boece creía que los bosques en tiempos de los romanos se extendían hacia el norte desde Stirling hasta Atholl y Lochaber y que estaban habitados por toros blancos. Historiadores posteriores como Patrick Fraser Tytler y William Forbes Skene siguieron el ejemplo del naturalista del siglo XX Frank Fraser Darling. Las técnicas modernas, incluyendo la palinología y la dendrocronología sugieren un cuadro más complejo. El cambio de los climas post-glaciales puede haber permitido una máxima cobertura forestal entre 4000 y 3000 a. C. y la deforestación de las tierras altas del sur, causada tanto climática como antropógenamente, ya estaba en marcha cuando llegaron las legiones. Amplios análisis de Black Loch in Fife sugieren que la tierra cultivable se extendió a expensas del bosque desde aproximadamente 2000 a. C. hasta el avance romano del siglo I. A partir de entonces, hubo un rebrote de abedul, roble y avellano durante un periodo de cinco siglos, lo que sugiere que las invasiones tuvieron un impacto muy negativo en la población nativa. La situación fuera de las zonas controladas por los romanos es más difícil de evaluar, pero la influencia de Roma a largo plazo puede no haber sido sustancial.

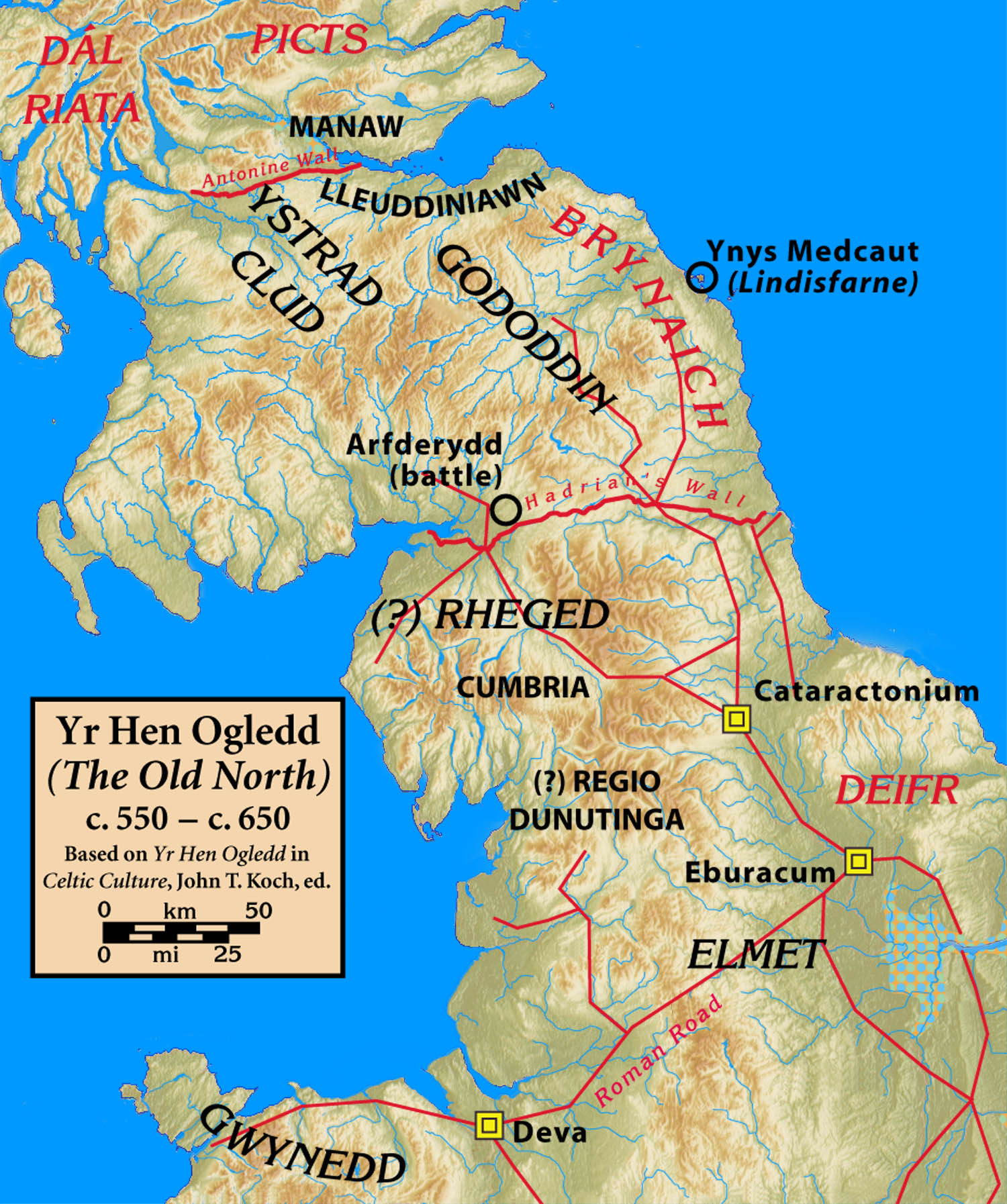
Yr Hen Ogledd entre los siglos y

El legado arqueológico de Roma en Escocia es interesante pero escaso, especialmente en el norte. Casi todos los sitios son esencialmente de naturaleza militar e incluyen unos 650 km de carreteras. En general, es difícil detectar cualquier conexión directa entre la arquitectura nativa y los patrones de asentamiento y la influencia romana. En otras partes de Europa, nuevos reinos y lenguas surgieron de los restos del mundo romano. En Escocia, el estilo de vida de la Edad del Hierro celta, a menudo problemático, pero nunca extinguido por Roma, simplemente se reafirmó. En el norte, los pictos siguieron siendo la principal potencia antes de la llegada y posterior dominación de los escoceses de Dalriada. Los damnonii formaron finalmente el reino de Strathclyde con base en Dumbarton Rock. Al sur del Forth, los reinos britanos de habla galesa de Yr Hen Ogledd florecieron durante los siglos V a VII.
El legado romano más duradero puede ser el creado por el Muro de Adriano. Su línea se aproxima a la frontera entre la Escocia moderna e Inglaterra y creó una distinción entre el tercio septentrional y los dos tercios meridionales de la isla de Gran Bretaña que desempeña un papel en el debate político moderno. Sin embargo, es probable que esto sea una coincidencia, ya que no hay mucho que sugiera que su influencia desempeñó un papel importante en el periodo medieval temprano después de la caída de Roma.

### En la ficción
La Legio IX Hispana participó en la invasión romana de Bretaña, sufriendo pérdidas bajo Quinto Petilio Cerial en la rebelión de Boudica del 61, y estableciendo una fortaleza en el 71 que más tarde se convirtió en parte de Eburacum. Aunque algunos autores han afirmado que la novena legión desapareció en 117, hay registros existentes de ella más tarde de ese año, y fue probablemente aniquilada en el este del Imperio romano. Durante un tiempo se creyó, al menos por algunos historiadores británicos, que la legión desapareció durante sus conflictos en la actual Escocia. Esta idea se utilizó en las novelas El águila de la novena legión por Rosemary Sutcliff, Legion From the Shadows por Karl Edward Wagner, Red Shift por Alan Garner, Engine City por Ken MacLeod, Warriors of Alavna por N. M. Browne, y en los largometrajes La última legión, Centurión y El águila.